# Frank Edgar Portz
Frank Edgar Portz (* 23. Februar 1943 in Trier) ist ein deutscher Politiker (FDP) und ehemaliger Staatssekretär in Hessen.

## Biografie
Frank E. Portz, erstes von fünf Kindern von Hildegard Portz, geborene Kunsmann, und des Staatsanwalts und späteren Polizeipräsidenten Valentin Portz (* 1911 in Vettweiß), studierte nach dem Abitur in Mainz an den Universitäten in Bonn, Köln und Toulouse Rechts- und Staatswissenschaften und legte sein zweites Staatsexamen 1973 ab. Anschließend war er zunächst bis 1974 Referent der FDP-Fraktion im Landtag Nordrhein-Westfalen, dann bis 1980 bei der FDP-Bundestagsfraktion. Danach leitete er bis 1983 das Ministerbüro des hessischen Innenministers Wolfgang Gerhardt. Von 1984 bis 1987 war er Geschäftsführer der FDP-Landtagsfraktion in Hessen. Anschließend amtierte er bis 1992 und erneut von 1999 bis 2003 als Staatssekretär im hessischen Ministerium für Wissenschaft und Kunst. Zwischen 1992 und 1994 war er unter Minister Hinrich Enderlein (FDP) Staatssekretär im Ministerium für Wissenschaft, Forschung und Kultur des Landes Brandenburg.

## Politik
Portz trat der FDP im Jahr 1974 bei und vertritt seine Partei seit 1986 in der Gemeindevertretung von Walluf, wo er seit 1992 Vorsitzender seiner Partei ist.

## Sonstiges
Frank Portz ist Mitglied im Kuratorium der Wolf-Erich-Kellner-Gedächtnisstiftung, das über die Vergabe des Wolf-Erich-Kellner-Preises entscheidet.